# Balkandji
Balkandji (ou Балканджи em búlgaro) é uma banda de folk metal da Bulgária marcada pela mistura de música tradicional da Bulgária com hard rock e heavy metal. Como a música búlgara é muito complexa, as canções do Balkandji possuem compassos de tempo incomuns e mudanças bastante frequentes. Os temas líricos também marcam o folclore da Bulgária. Suas letras são principalmente sobre o amor, o amado, mágica e o amor da natureza.
O significado de Balkandji (ou Балканджи em búlgaro) é um homem dos Balcãs, o que também pode significar um homem da montanha.

## Biografia

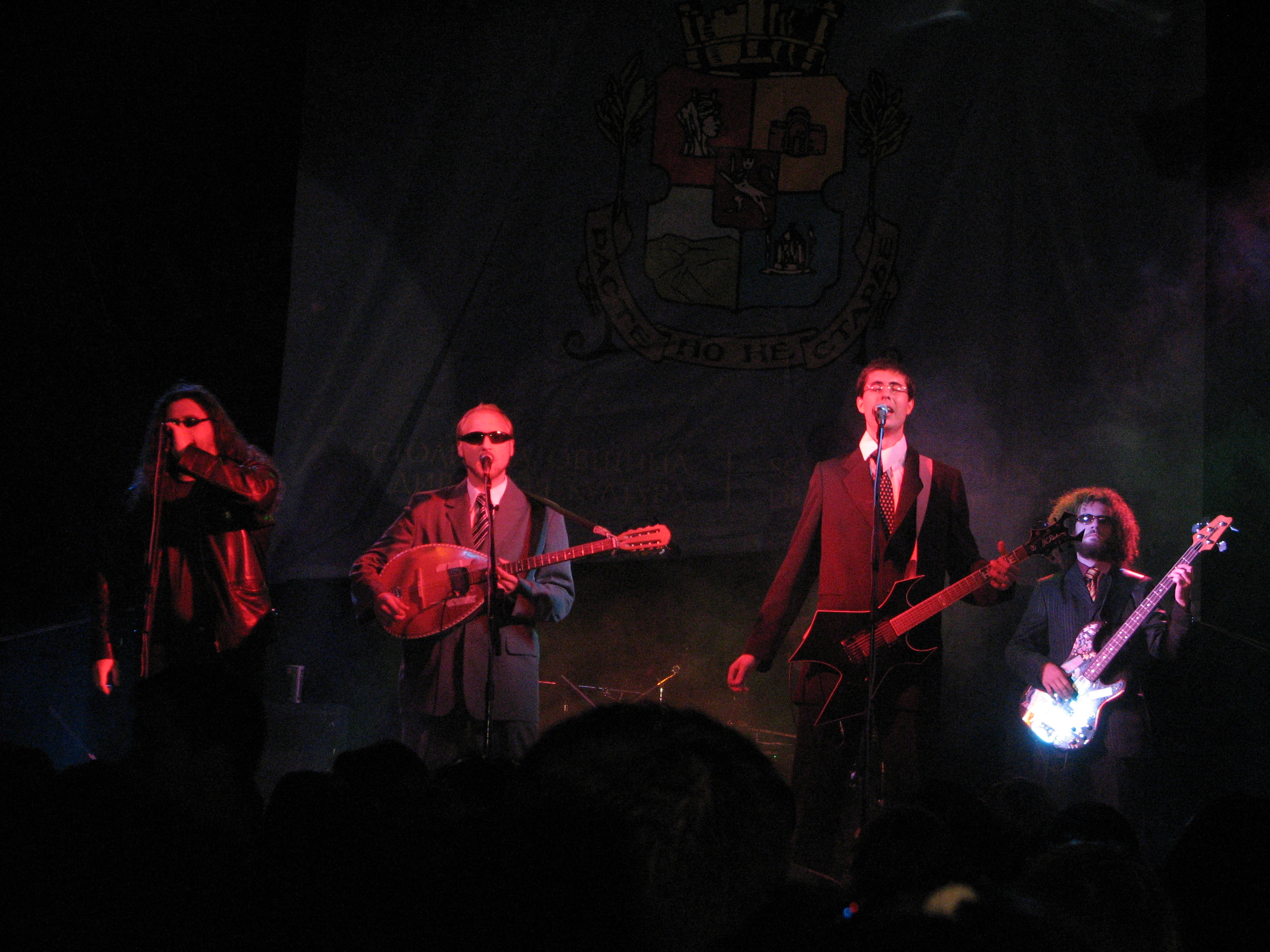
Balkandji em 2007

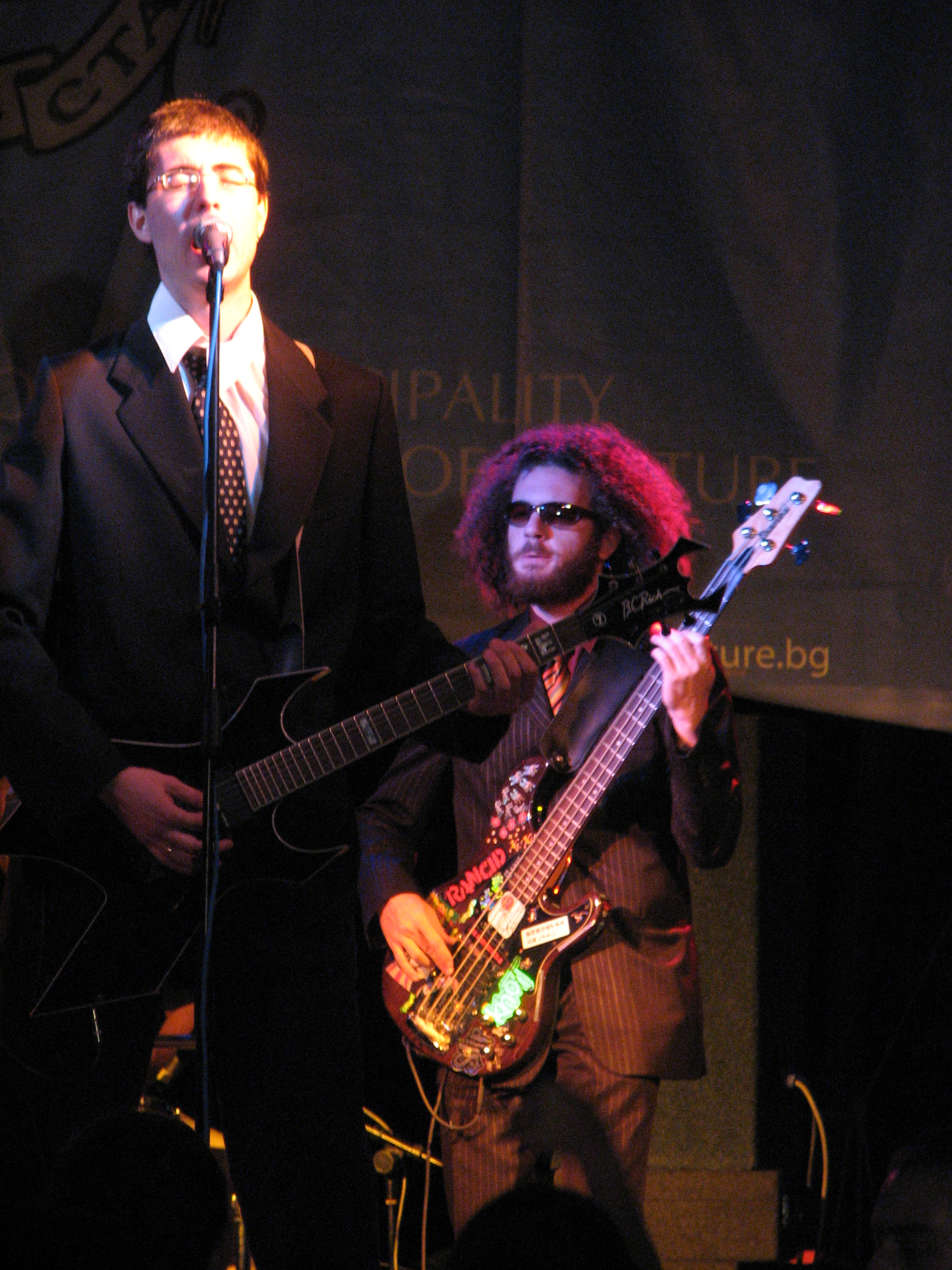
Kiro e Vlado.

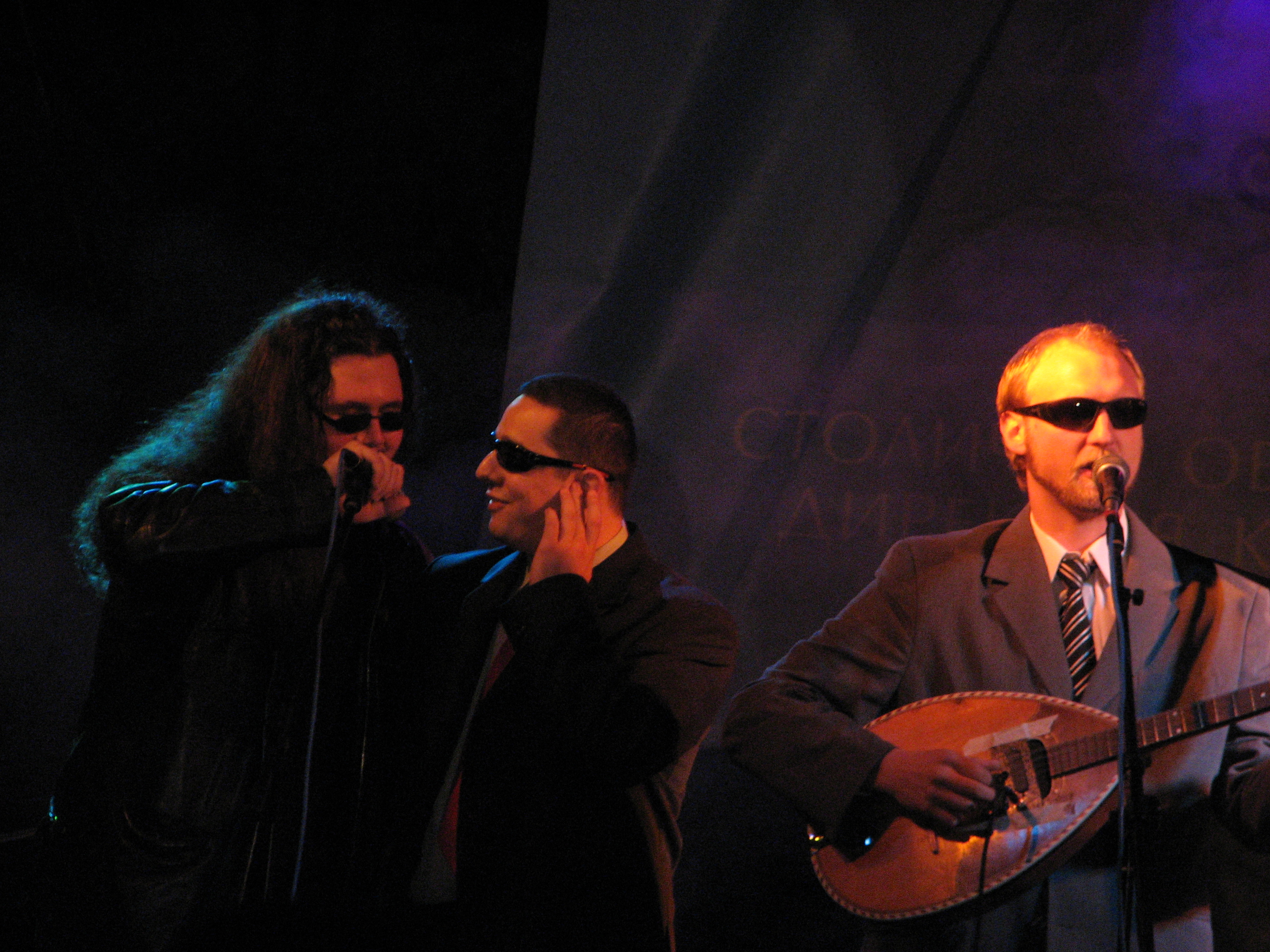
spas, Iavor e Valio.

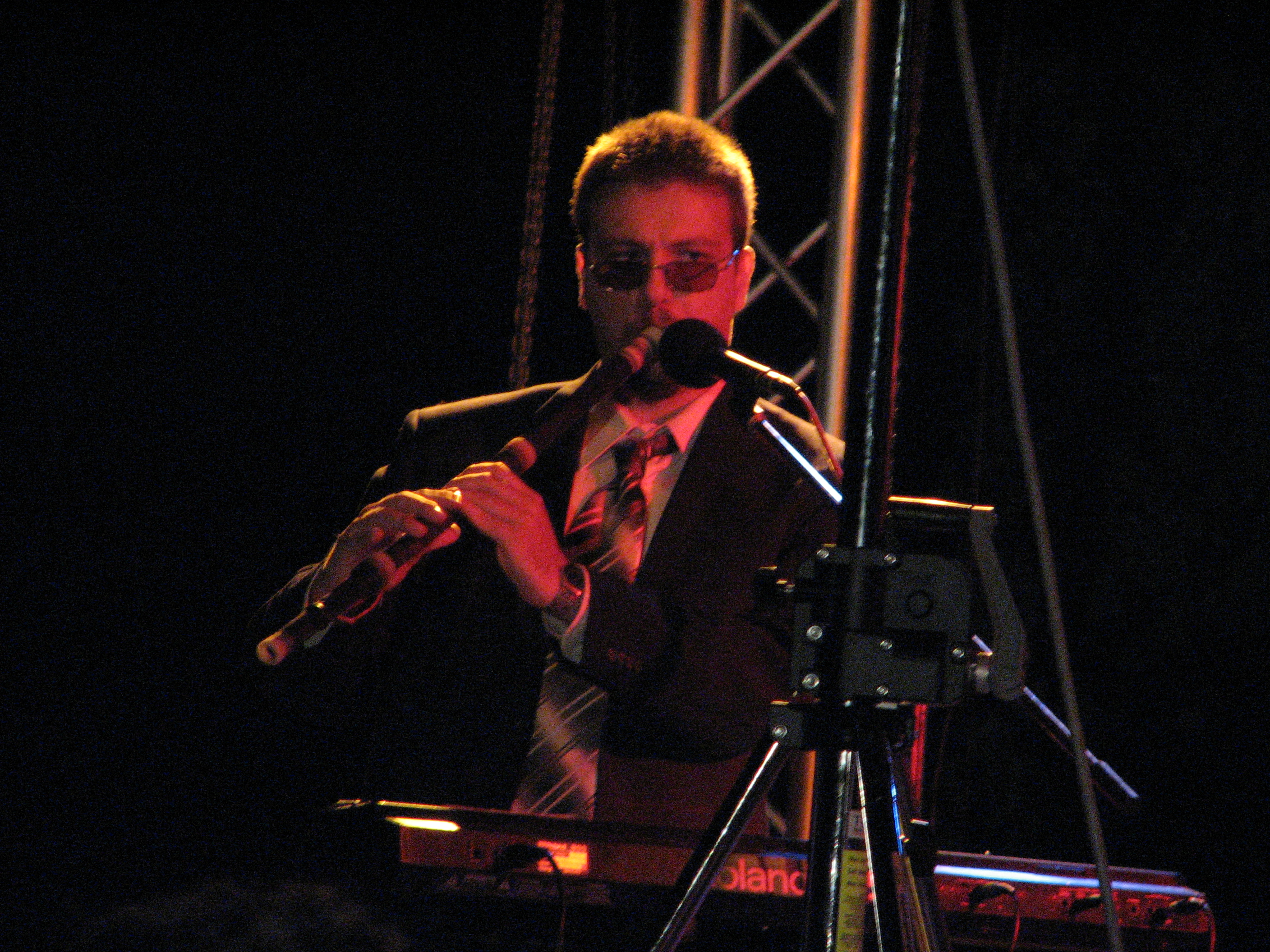
Nokolay.

O Balkandji foi formado em 1999 pelo guitarrista Kiril Yanev e o tecladista Nikolay Barovsky. Na época tocavam com Alexander Stoyanov na banda First English Language School, Sofia. Costumavam executar várias obras folclóricas, o que motivou Barovsky a introduzir temas folclóricos em suas próprias músicas. Após várias experimentações, um estilo distinto emergiu da banda, que misturo temas folclóricos búlgaros com rock.
A primeira canção da banda chamava-se Az tebe, libe, sum zaljubil, tendo letras escritas por Konstantin Nikolov, que havia convidado o Balkandji para escrever melodias para suas poesias. Entraram então com essa canção no 'Horizont - Spring 2000, um campeonato nacional de rádio.
Alexander Stoyanov na bateria e Vladimir Leviev no baixo juntaram-se à banda para trabalhar no álbum de estréia. Em meados de 2001 participaram do campeonato nacional de rádio com a canção Krali Marko, que acabou ganhando a primeira posição.
Em novembro do mesmo ano a cantora de ópera Inna Zamfirova se reuniu à banda. Na mesma época a gravação da demo do álbum Probujdane estava completa. Sua primeira apresentação ao vivo veio em seguida, contando com Spas Dimitrov na guitarra, Nikolay Trajkov na bateria e Hristo Pashov no baixo. Stoyanov e Leviev eram estudantes de intercâmbio na época. Em 2002 a banda decidiu gravar e lançar um álbum por conta própria, pela falta de interesse das gravadoras pelo seu trabalho. Desde então a banda já fez várias apresentações e em 2003 tornou-se parte regular de casas noturnas como a O!Shipka.
Em 2003 a banda escreveu a canção Oi, mari, Yano, que foi incluida na compilação produzida pela casa noturna O!Shipka e pela Toxity Records. Na época a banda começou o trabalho para o lançamento do segundo álbum. Em 2004 lançaram o single Zvezdica.

### Apresentações ao vivo
Durante concertos, os integrantes da banda tendem a improvisar frequentemente em suas canções antigas, podendo variar bastante em relação a versão original de álbum. Eles também tocam várias canções ainda não lançadas de álbuns futuros.

### Prisão de Barovsky
Em 22 de setembro de 2004 Barovsky foi preso na Grécia, pois dinheiro estrangeiro foi encontrado em sua bagagem. A banda continuou em turnê, com a presença de Iavor Pachosvki como substituto no teclado. Barovski permaneceu na prisão até seu julgamento em 11 de janeiro de 2006, tendo sido absolvido. Retornou logo então para a banda, apesar de ter permanecido sem tocar teclado por mais de um ano na prisão.

## Integrantes
- Kiril Yanev - vocal e guitarra
- Nikolay Barovsky - teclado e kaval
- Alexander Stoyanov - bateria
- Vladimir Leviev - baixo
- Spas Dimitrov - violão, tambura e vocal
- Kalin Hristov - Katsko - bateria, tǔpan e percussão
- Valentin Monovski - tambura, vocal e guitarra
- Iavor Pachovski - teclado
- Tedi Todorova - trompete e vocal
- Yana Shishkova-Dimitrova - vocal
- Raya Hadzhieva - trompete
- Nikolay Trajkov - bateria
- Hristo Pashov - baixo
- Inna Zamfirova - vocal

## Discografia
- Пробуждане - Despertar (2001)
- Звездица/Star - Asterisk/Estrela (2004) EP
- Змей - A serpente (2008)